# Gosaku Ōta
Gosaku Ōta (作画:桜多吾作, Ōta Gosaku), de son vrai nom Junichi Ōta (太田 順一, Ōta Jun'ichi), est un mangaka japonais né le 16 mars 1948 à Kaminoyama dans la préfecture de Yamagata et mort le 12 décembre 2022. C'est le second collaborateur connu de Go Nagai avec Ken Ishikawa. Il est célèbre en France pour sa version manga controversée de Goldorak parue aux éditions Dybex.

## Œuvres principales

### Groizer X
- Il existe un manga Groizer X (グロイザーX?) qui a été adapté en animé en 1976.

### Machine Saurer / Machine Souler
C'est l'histoire d'un kaijū similaire à Godzilla armé jusqu'aux dents d'après un scénario de Go Nagai. Le manga a débuté en 1978 sous la plume de Ken Ishikawa puis repris de 1979 à 1980 par Gosaku Ōta.

## Nagai sous la plume d'Ōta
Gosaku Ōta a adapté sous sa plume l'œuvre principale de Go Nagai, la trilogie Mazinger.
- Mazinger Z[2]
- Great Mazinger
- UFO robot Grendizer paru en France sous le nom de UFO robot Goldorak.

Les trois histoires veulent former une suite logique avec l'univers de Go Nagai. On retrouve par exemple Sayaka Yumi, amie de Koji/Alcor dans Mazinger Z, et les ennemis de Great Mazinger dans son manga de Goldorak. Dans Mazinger Z, il fait intervenir d'autres personnages des œuvres de Go Nagai comme le Devilman vert de la série télévisée de 1972.
Le design de certains personnages ont totalement changé comme celui du professeur Procyon de la série animée de Goldorak et du manga de Ken Ishikawa qui prend les traits du professeur de Groizer X. Même Actarus n'est plus reconnaissable.
Contrairement à la version de Ken Ishikawa qui se rapproche le plus aux dessins animés, les dessins d'Ōta sont plus enfantins avec des personnages quasiment en super-déformé (en SD).
Gosaku Ōta est également très indépendant dans le scénario comme on peut le constater[Comment ?].
Cependant les histoires de la Trilogie Mazinger d'Ōta semblent plus complexes et plus unies entre elles, ce qui fait que cette saga est très décalée par rapport à nos souvenirs de Goldorak et pour certain de Mazinger Z.
Gosaku Ōta a également dessiné une version de Kotetsu Jeeg dans TVland (テレビランド) aux éditions Tokuma Shoten (徳間書店) entre novembre 1975 et août 1976. Cette version n'a jamais été republiée depuis.

## La trilogie Mazinger en France
Cette trilogie se trouve facilement en Italie. En France, seul UFO Robot Goldorak a été adapté en 1996. Avec l'"affaire Goldorak" qui opposait par la suite Déclic Images/Manga Distribution, Dynamic planning et la Toei pour la sortie illégale en DVD de Goldorak, beaucoup d'œuvres de Go Nagai dont le manga Devilman ont été retirées des éditions et des ventes.
L'affaire entre Déclic Images et l'entreprise de Go Nagai s'est donc terminée en 2010 par la victoire de Dynamic planning. De par le retour de Go Nagai en France le 3 juillet 2008 au Japon Expo de Paris et les affirmations officielles du traducteur de D/visual sur le forum "Go Nagai, GO !", la mazinsaga[Quoi ?] revient donc en versions françaises entre 2008/2010 avec une nouvelle traduction plus aux exigences des fans de 2008. Cependant, les premiers mangas qui sont proposés sont Dynamic Heroes (au Japan Expo) et par la suite Mazinger Angel, des histoires spin-off[Quoi ?] dans l'univers de la Trilogie Mazinger.